# À la Russie, aux ânes et aux autres
À la Russie, aux ânes et aux autres est un tableau réalisé par Marc Chagall en 1911 à Paris. Cette huile sur toile représente une scène paysanne russe dominée par une vache et une femme dont la tête est détachée du corps. Exposée au Salon des indépendants de 1912 sous le titre La Tante au ciel, elle obtient son titre actuel de Blaise Cendrars après ce salon. Propriété d'Herwarth Walden de 1914 à 1922, elle est aujourd'hui conservée au musée national d'Art moderne, à Paris.

## Expositions
- Salon des indépendants de 1912, Paris, 1912.
- Le Cubisme, Centre national d'art et de culture Georges-Pompidou, Paris, 2018-2019.